# Dottor Zantaf
Il dottor Zantaf è un personaggio dell'universo immaginario di Walt Disney, creato nel 1968 dallo sceneggiatore Carlo Chendi e dal disegnatore Luciano Bottaro.

## Storia
Il diabolico dottor Zantaf compare per la prima volta nella storia Paperino missione Zantaf, realizzata dai suoi creatori Chendi e Bottaro, e pubblicata sul numero 142 dell'albo mensile Almanacco Topolino, datato ottobre 1968.
Zantaf riassume in sé tutte le caratteristiche tipiche degli antagonisti del famosissimo James Bond, allora molto in voga: è una grande mente scientifica che si è data al crimine, avendo come obiettivo finale la conquista del mondo; non a caso compare nelle storie in cui Paperino svolge il lavoro di agente per il servizio segreto personale di suo zio, Paperon de Paperoni.
Il personaggio ha inizialmente un grande successo, e comparirà in diverse storie fino al 1976, tutte sceneggiate da Carlo Chendi, tra le quali Paperino e il ritorno del dottor Zantaf (1969) e Paperino dall'acquario con dolore (1976), quest'ultima parodia di 007 dalla Russia con amore. Dopodiché cade nell'oblio.
Nel 1997 appare nuovamente nella storia Paperino e l'invasione di Giove di Bottaro, capitolo conclusivo della saga di Rebo. Poi scompare nuovamente.
Ritorna, poi, nel 2004 nella storia Back in the box, di Stefan Petrucha e Flemming Andersen (inedita in Italia), per poi riapparire nella storia postuma del maestro di Rapallo, suo creatore, Zio Paperone sul trabiccolo, pubblicata nel gennaio 2007 sul numero 33 della collana I Maestri Disney, dedicato al grande autore, scomparso nel novembre del 2006.

## Apparizioni
| Anno | Storia                                                                                     | Scrittore        | Disegnatore                                                       |
| ---- | ------------------------------------------------------------------------------------------ | ---------------- | ----------------------------------------------------------------- |
| 1968 | Paperino missione Zantaf                                                                   | Carlo Chendi     | Luciano Bottaro                                                   |
| 1969 | Paperino e il ritorno del dottor Zantaf                                                    | Luciano Bottaro  | Luciano Bottaro                                                   |
| 1972 | Zio Paperone e i pirati dell'aria (He Who Steals My Plane, Steals... Uh...)                | Carlo Chendi     | Romano Scarpa (matite) Giorgio Cavazzano (inchiostri)             |
| 1972 | Zio Paperone e il segreto della montagna di Barbarossa (The Secret Of Redbeard's Mountain) | Carlo Chendi     | Luciano Bottaro (matite) Guido Scala (inchiostri)                 |
| 1976 | Paperino dall'acquario con dolore                                                          | Carlo Chendi     | Giancarlo Gatti                                                   |
| 1976 | Paperino e l'audace colpo dei mini Bassotti                                                | Luciano Bottaro  | Luciano Bottaro (matite e inchiostri) Tiberio Colantuoni (matite) |
| 1997 | Paperino e l'invasione di Giove                                                            | Luciano Bottaro  | Luciano Bottaro                                                   |
| 2001 | Zio Paperone e la convivenza con Ottoperotto                                               | Nino Russo       | Enrico Faccini                                                    |
| 2004 | Archimede e l'irresistibile curiosità (Back In The Box)                                    | Stefan Petrucha  | Flemming Andersen                                                 |
| 2007 | Zio Paperone sul trabiccolo                                                                | Luciano Bottaro  | Luciano Bottaro                                                   |
| 2008 | All In A Daze Work                                                                         | Lars Jensen      | Cèsar Ferioli Pelaez                                              |
| 2009 | Home To Roost                                                                              | Lars Jensen      | Vicar                                                             |
| 2012 | Donald In Computopia                                                                       | Lars Jensen      | Francisco Rodriguez Peinado                                       |
| 2014 | Men of Mettle                                                                              | Lars Jensen      | Flemming Andersen                                                 |
| 2019 | Paperino contro Paperino                                                                   | Fausto Vitaliano | Emilio Urbano                                                     |